# Kakaoverordnung
Die Kakaoverordnung (KakaoV) ist eine deutsche Rechtsvorschrift zum Lebensmittel Kakao und Schokolade.
Mit der KakaoV wird die Richtlinie 2000/36/EG des Europäischen Parlaments und des Rates vom 23. Juni 2000 über Kakao- und Schokoladenerzeugnisse für die menschliche Ernährung (ABl. EG Nr. L 197 S. 19) in deutsches Recht umgesetzt.
Die KakaoV regelt Zutaten (§ 2) und Kennzeichnung (§ 3) von Kakao- und Schokoladenprodukten.

## Weblinks

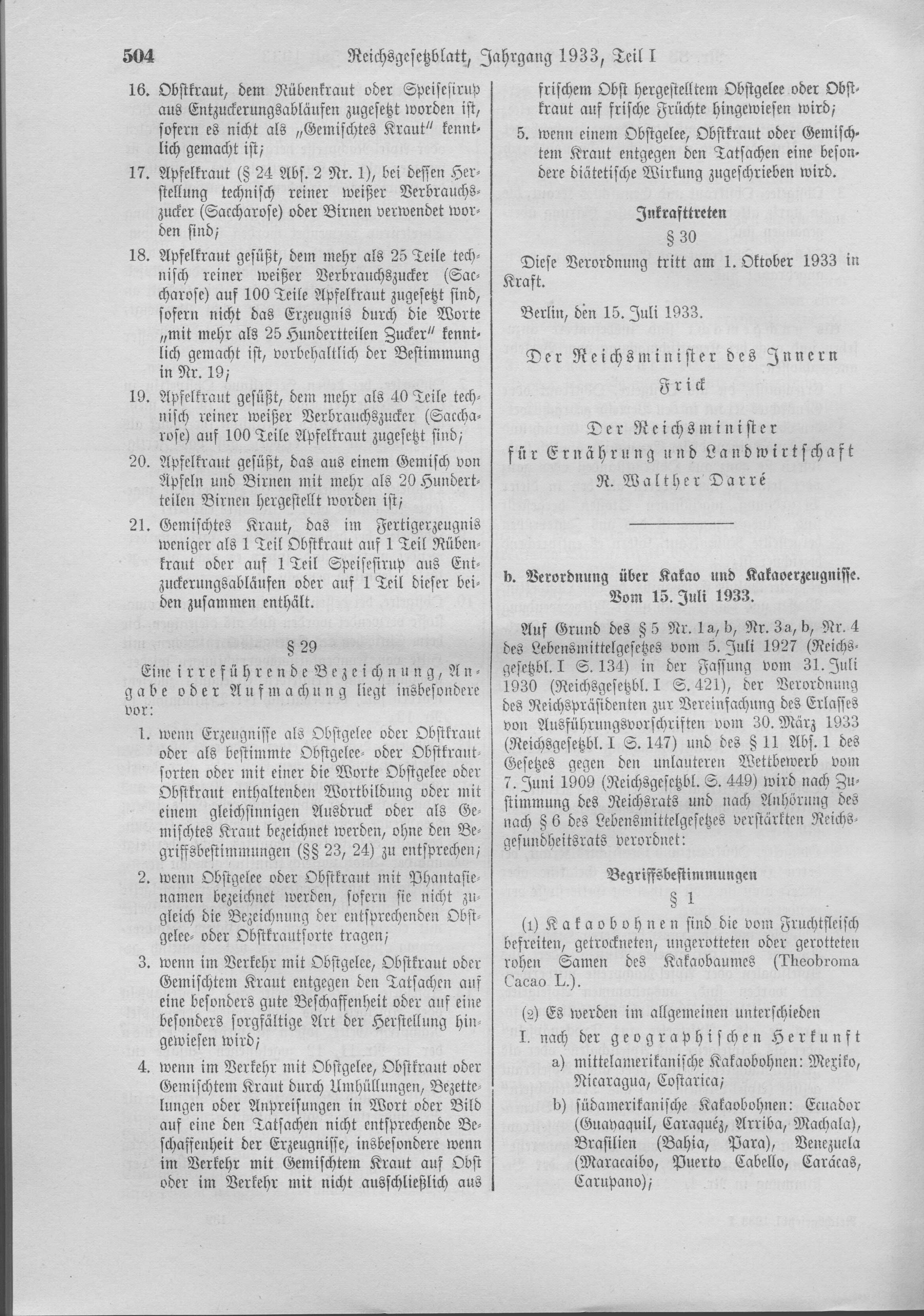
Verordnung über Kakao und Kakaoerzeugnisse vom 15. Juli 1933